# Urute
urute（ウルテ、1989年〈昭和64年〉1月7日 - ）は、日本の漫画家。女性。血液型はA型。京都府出身・滋賀県在住。2007年から同人サークル「urute」としても活動している。
深海魚のメンダコを自画像にしている。仕事中は音楽を聴きながら徹夜をよくするそうである。また、自然の美に癒やされているようである。

## 作品リスト
1. 『スウィート和姦ディズ』 2011年12月17日発売、エンジェル出版〈エンジェルコミックス〉、ISBN 978-4-87306-404-8
収録作品：「ボヘミアンセレナーデ」・「春のぬくもり」・「きみいろ」・「スイート・スパイシー」・「赤鼻のトナカノ」・「愛しきブーランジェリー」・「マーメイド」・「恋のマジック321」・「八十八夜目のただいま」
2. 『オーダーメイド＊ガール』 2015年6月22日初版発行（2015年6月8日発売[6]）、竹書房〈バンブーコミックス COLORFUL SELECT〉、ISBN 978-4-80195-269-0
  - 竹書房「Namaikiッ!」掲載作品を収録。

収録作品：「アンオーダー＊メイド」・「神主さまの言うことにゃ?」・「ヤキモチチョコレート」・「マン・ウィズ・ア・パッチン」・「“Tin”ウイルスの処方箋」・「歌ってシャイガール」・「すやすやすすす」・「サブカル女子の愛し方」・「猫のあしあと、君のあしもと」・「アンオーダー＊メイド～ご主人様の誕生日～」
3. 『おちゃめドルチェ』 2015年8月10日発売[7]、マックス〈ポプリコミックス〉、ISBN 978-4-86379-363-7
  - 『COMICポプリクラブ』掲載作品を収録。

収録作品：「蒼のカノン」・「ココロの修理屋さん」・「おくちのこいびと」・「なきべそおへそ、かみなりむすめ」・「Rainy day princes」・「ふたりはマジカル✩チェリーボンボン」・「白色の思い出」・「不眠な僕とユメヒツジ」・「ヒューマノイドは人間に恋をするのか」・「おくちのこいびと～はじめてのおまちゅり～」（描き下ろし）
4. 『ぱこたびおぱんぽん 食ベルトラベル♥ご当地ガール』 2016年8月発売、富士美出版〈富士美コミックス〉、ISBN 978-4-79950-464-2
5. 『まどろみメローパイ』 2020年6月5日発売[8]、コアマガジン〈MEGASTORE WEB COMICS〉、電子書籍のみ
6. 『なまめいろラプソディー』 2021年6月14日発行（2021年5月31日発売[9][10]）、コアマガジン〈メガストアコミックス652〉、ISBN 978-4-86653-509-8

### 単行本未収録作
- 「むかしむかしの恋結び」 （COMICポプリクラブ 2015年11月号）

### イラスト・挿絵
- 『シス×トラ』 （2014年 - 2015年、著：橘九位、講談社〈講談社ラノベ文庫〉、全3巻）
- 『リーマンな俺が潜入して女子校を孕ませ攻略!!』 （2015年[11]、著：愛内なの、パラダイム〈ぷちぱら文庫 creative〉）